# Llop I de Bearn
Llop I Cèntul (mitjan segle IX – c. 905) va ser vescomte de Bearn des del 866 fins a la seva mort.

## Origen
Llop Cèntul era fill del vescomte de Bearn, Cèntul I i de la seva dona, Auria, de la qual se'n desconeix els avantpassats.
Cèntul I de Bearn era fill del duc de Gascunya, Llop III i d'una mestressa (o dona), de la qual se'n desconeix el nom i els orígens.

## Biografia
Llop Cèntul va néixer cap a l'any 840, ja que, l'any 844 és descrit com a un nen deixat sota la custòdia de la seva mare Auria.
El seu pare, Cèntul I, va morir després del 865, ja que en aquella data el seu pare va presenciar una donació de Faquilo, dona del comte de Bigorra, Donat Llop, en sufragi per l'ànima del seu marit, el document de la qual també va ser refrendat per Llop Cèntul.
Cap a l'any 866 Llop Cèntul va succeir al seu pare Cèntul I, rebent la investidura del vescomtat de mans del duc de Gascunya, Sanç III Menditrat.
Es desconeix la data exacta de la seva mort, tot i que s'estima al voltant de l'any 905. Va ser succeït pel seu fill, Cèntul, com Cèntul II.

## Núpcies i descendència
Llop Cèntul es va casar cap a l'any 870 amb una dona desconeguda. Tots dos van tenir un fill:
- Cèntul, vescomte de Bearn.